# Юрий Филиппович Козачкович
Юрий Филиппович Козачкович (Гюрги Козачкович, Юрий Казачкович) — псковский посадник в 1406—1407 гг.

## По псковским летописям
28 февраля 1406 г. Псковский посадник Юрий Козачкович, взяв мало дружины (состоявшая из псковичей, изборян, островичей, вороначян, вельян), предпринял военный поход на города Ржев и Великие Луки. Возвратился обратно с большим количеством пленников и вещей. Чуть позже Псковский князь Даниил Александрович вместе с посадником Юрием просили у новгородских воевод помощи для войны с Литвой, мщение за христианскую кровь. Воеводы согласились выступить против немцев.
Под тем же годом в июле значится другой посадник — Ларион Доиникович. Но уже 7 октября 1406 г. (в Псковской первой летописи стоит 7 апреля 1407 г.) Юрий Филиппович значится как посадник, который вместе с князем Даниилом Александровичем пошли войной на немцев, что обернулось для псковичей успешной компанией. В начале 1407 г. случился в Пскове мор, который повлёк за собой выпровождение псковичами князя Даниила Александровича из Псковского княжества. Псковичи просили у князя Василия Дмитриевича на Псковское княжение его младшего брата Константина, который и прибыл 15 марта 1407 г. в Псков. Тою же весной Псковским посадником значится уже не Юрий Козачкович, а Иван Сидорович.

## Грамота
Грамота представляет собой купчую на покупку земли и леса по рекам Великой и Мирожи, осуществлённая Литовским князем Скиргайло у посадника Юрия, сотских и у всех псковичей. Датируется купчая 70—ми — 80—ми гг. XIV в. Л. М. Марасинова предполагала, что этим посадником вероятнее всего являлся Юрий Филиппович Козачкович, который мог быть посадником и в конце XIV века.

## Семья
Отец посадника Юрия, Филипп, упоминается в нескольких летописях под одним и тем же событием, но по-разному выглядит его прозвище — в Никоновской летописи он как Филип Казачкович, а в Новгородских летописях он Филип Козачкович. В Новгородских летописях под 1397 г. (в Никоновской летописи стоит 1398 г.) говорится о том, что в Новгород пришло посольство из Пскова. В посольство входили князь Григорий Евстафьевич, посадники Сысой и Роман, Филипп Козачкович со своими людьми. Псковское посольство обращалось к Новгородскому архиепископу Иоанну, чтобы Новгород принял под своё лоно Псков и благословил на это. Архиепископ их благословил, его благословение приняли Новгородский посадник Тимофей Юрьевич, тысяцкий Никита Фёдорович, все остальные посадники, тысячники, бояре и весь Новгород. Тем самым произошло примирение между псковичами и новгородцами.